# الوهط (مكة)
الوهط هي قرية في منطقة مكة المكرمة، في غرب المملكة العربية السعودية.